# Donald Bamberg

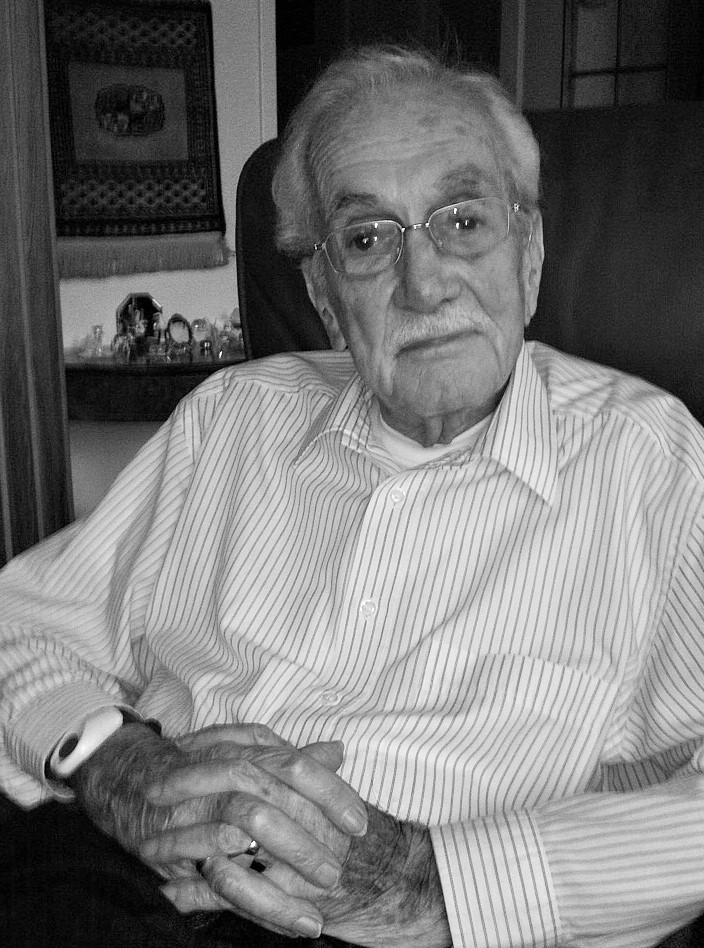
Bamberg (2010)

Donald Earl Bamberg (* 30. Januar 1920 in New York; † 31. Januar 2013 in Den Haag) war ein niederländisch-amerikanischer Widerstandskämpfer im Zweiten Weltkrieg. Er war ein Sohn des Zauberkünstlers Theo Bamberg, der unter dem Künstlernamen Okito bekannt war.

## Leben
Don Bamberg zog im Alter von vier Jahren mit seinem berühmten Vater von New York nach Wien. Nach dem Anschluss Österreichs an das nationalsozialistische Deutsche Reich zog die Familie in die zu dieser Zeit noch friedlichen Niederlande um. Als sein Vater 1939 wegen der unsicheren Lage in Europa mit seiner Frau nach Mexiko auswanderte, blieb Don in Den Haag und trat in die niederländische Armee ein, er brachte es dort bis zum Rang eines Unteroffiziers.
Als die deutsche Armee im Mai 1940 die Niederlande besetzte, wurde Don Bamberg für den aktiven Widerstand angeworben. Sein Auftrag war es, deutsche Stellungen auszukundschaften, damit diese an die alliierten Streitkräfte gemeldet werden konnten. Am 19. August 1941 wurde er verhaftet und im Oktober 1941 wegen Spionage zum Tode verurteilt. Das Urteil wurde nach dreizehn Monaten in der Todeszelle in lebenslange Haft umgewandelt. Im November 1942 begann für Don Bamberg eine Odyssee durch die Konzentrationslager Amersfoort, Buchenwald, Natzweiler, Sennheim, Dachau, Neuengamme, Engerhafe, Groß-Rosen, Dora-Mittelbau, Ravensbrück und KZ Malchow. Nach seiner Rückkehr aus der Gefangenschaft arbeitete Bamberg zuerst bei einer niederländischen Zeitung, danach im Innendienst einer Versicherungsgesellschaft, wo er Leiter der Abteilung Ausland wurde. Don heiratete 1946 und wurde Vater eines Sohnes, Theo, der nach seinem berühmten Großvater benannt wurde.
Über seine Zeit in Gefangenschaft veröffentlichte Don Bamberg 1986 in den Niederlanden sein Buch Dossier NN, das 2010 noch einmal überarbeitet herausgegeben wurde. Dieses Buch wurde 2015 ins Deutsche übersetzt und unter dem Titel Dossier NN – Nacht und Nebel veröffentlicht. Seit 2017 gibt es auch eine englische Ausgabe unter dem Titel Don Bamberg - I survived death row and nine concentration camps.
Don Bamberg wurde 2012 zum Ehrenmitglied im Verein Gedenkstätte KZ Engerhafe ernannt. Er verstarb im Januar 2013 in einem Den Haager Krankenhaus.

## Werke
- Dossier NN: Nacht und Nebel. Van Holkema & Warendorf: 1985. ISBN 978-90-269-6508-1
- Dossier NN – Nacht und Nebel: Spurlos verschwunden in Hitlers Drittem Reich. Amazon Kindle Edition.
- Dossier NN - Ich überlebte die Todeszelle und neun Konzentrationslager. Amazon Kindle Edition und Taschenbuch.
- Don Bamberg - I survived death row and nine concentration camps. Amazon Kindle Edition and Paperback.
- Don Bamberg - Ik overleefde de dodencel en negen concentratiekampen. Amazon Kindle Edition en Paperback.